# Битва за Ораховац
Битва за Ораховац ― вооружённое столкновение, произошедшее 17―20 июля 1998 года между Армией освобождения Косова (АОК) и силами Югославии. АОК атаковала город Ораховац и близлежащие сербские деревни, намереваясь утвердить власть временного правительства косовских албанцев, захватив город и пробив коридор между очагом сопротивления АОК в Дренице и границей с Албанией. В результате столкновения были убиты восемь повстанцев из АОК и двое югославских полицейских, а также пять мирных сербов. Ещё 85 мирных сербов были похищены косоварами, сорок из которых, предположительно, были убиты.

## События
С 17 по 20 июля 1998 года в Ораховаце, городе на западе Косово, произошел вооружённый конфликт между Освободительной армией Косово (АОК) и югославской полицией и армией. Это была первая атака АОК на город. До этого косовары воевали только в деревнях, где пользовалась сильной поддержкой местных жителей. Нападение произошло после трансформации АОК из террористической группы в партизанское формирование, возглавившее восстание против сербов на западе и северо-западе Косова весной 1998 года. В конце июня, после возведения блокпостов вокруг городских центров, АОК контролировала более 50 % территории Косова. Югославские власти сосредоточились на охране больших и малых городов и их коммуникаций вместо того, чтобы пытаться противостоять распространению влияния АОК. Чтобы утвердить власть временного правительства косовских албанцев, АОК намеревалась захватить Ораховац. Нападение было очень тщательно подготовлено. В Ораховаце не было югославских войск, а население на 80 % состояло из албанцев. В предшествующие дни АОК развернула отряды в близлежащих деревнях со своей базы в Малишево. Некоторые сербы отнеслись к ситуации серьёзно: так, мэр заявил ежедневной газете Politika Ekspres об ожидании «крупного теракта». Женщин и детей многих местных жителей перед нападением эвакуировали. Контроль над Ореховацем давал большое стратегическое преимущество, поскольку он образовал бы коридор между Дреницей (где располагалась главная база АОК) и югославско-албанским пограничным районом на юго-западе.
Атака началась в пятницу, 17 июля. Одновременно были нанесены удары по стратегическим объектам города (управление полиции, почта, больница и гостиница). 18 июля развернулись полномасштабные бои. Во время наступления АОК похитила 85 этнических сербов. 8 бойцов ОАК и два полицейских были убиты. Пять мирных сербов были убиты в Ораховаце во время нападения, а ещё сорок похищенных, предположительно, были убиты позднее.

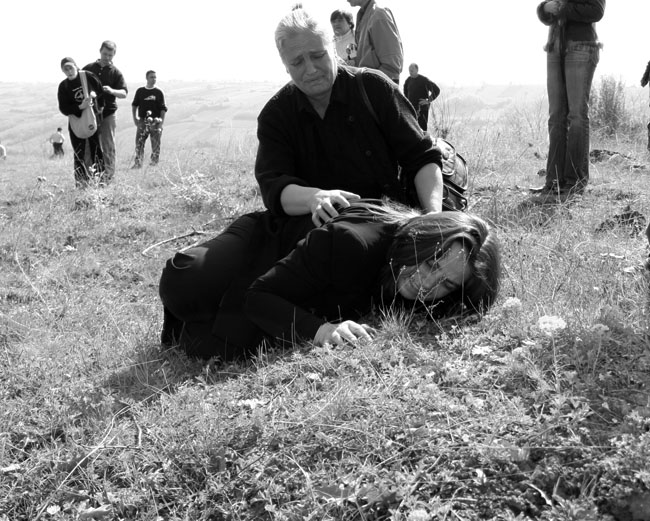
Родственники убитых сербов, похищенных из сел Оптеруша и Ретимле.

Одновременно с нападением на город АОК атаковала соседние сербские деревни Оптеруша и Ретимле, жители которых были изгнаны. Из лёгкой артиллерии и пулеметов АОК в течение 45 минут обстреливала монастырь Зочиште, где укрылись тридцать пожилых сербов вместе с семью монахами и монахиней, повстанцы повредили общинный дом двумя гранатами. Местные сербы рассказали представителям Human Rights Watch, что монахи отстреливались из четырёх винтовок в течение двух часов, прежде чем сдаться. АОК отправила всех жителей монастыря в школу в соседнем Семетиште.  Из похищенных сербов 35 впоследствии были освобождены 22 июля, а ещё десять — в ночь с 29 на 30 июля. Судьба других приблизительно сорока похищенных долгое время спустя оставалась неизвестной. В 2005 году останки 47 жертв были раскопаны в двух братских могилах.
Однако силы АОК были отброшены со значительными потерями. Позже они были вытеснены в Малишево.
22 июля в город допустили журналистов, которые сообщили, что 15 зданий оказались разрушены, дома и магазины разграблены, а большая часть населения покинула город.

## Последствия
В ответ на наступление АОК на Ораховац массивная контратака сербов с применением бронетанковой и авиационной поддержки вынудило АОК уйти в горы и покинуть занятую территорию. Десятки тысяч албанцев вместе с боевиками АОК бежали от сербов, опустошивших их деревни.
До войны в Орховаце жило 5200 сербов. По состоянию на 2012 год из них осталось только 500 человек. В конце 1998 года албанские экстремисты убили более 60 сербов из сербских деревень в этом районе. Монастырь Зочиште был разрушен 13-14 сентября 1999 года Все 300 сербов Зочиште, проживавших там в июне 1999 года, покинули деревню, а их имущество было конфисковано албанцами. Сегодня в монастыре осталось только три сербских православных монаха. Несколько лет назад местные албанцы воспрепятствовали возвращению 200 сербов в 44 отремонтированных дома в Зочиште. В Ретимле дома и земли сербов незаконно используются албанцами, если не уничтожаются и не забрасываются, а православный храм и кладбище разрушены, на месте храма построена автостоянка. Когда местный серб обратился к международным организациям и Управлению по делам Косово и Метохии (серб. Kancelarija za KiM) с вопросом о планах по ремонту домов в Ретимле и Оптеруше и возвращению в них сербов, то получил ответ о том, что таких планов нет и что данное предприятие очень рискованно. По состоянию на 2017 год сербской общины в Зочиште, Оптеруше, Ретимле, Смаче, Зоиче, Малой Круше, Доне Србице и Горне Србице больше не существует. Сербский анклав, однако, есть в Велика-Хоча.
В 2012 году в церкви Св. Прокопия в Белграде прошла религиозная панихида по жертвам трагедии. Дело Ораховаца расследовалось в МТБЮ, но никаких обвинений предъявлено не было. Затем оно был передан МООНК, потом ― ЕВЛЕКС, после чего в сентябре 2010 года было начато расследование, которое привело к аресту двух косовских албанцев в апреле 2011 года. Однако арестованные предстали перед судом за выдворение мирных жителей из Ораховаца, а не за их убийство.